# Ellen Blumenstein
Ellen Blumenstein (* 1976 in Kassel) ist eine in Berlin und Hamburg lebende deutsche Autorin und Kuratorin.

## Leben
Blumenstein studierte Literatur-, Musik- und Medienwissenschaften und arbeitet seit über 15 Jahren international im Bereich der zeitgenössischen Kunst. 
Der Fokus ihrer kuratorischen und publizistischen Praxis liegt auf der Erhaltung künstlerischer Freiräume einerseits, und auf der Ansprache neuer Besuchergruppen andererseits. Vermittlung begreift sie als integralen Bestandteil ihrer kuratorischen Arbeit. 
Zwischen 2013 und 2016 war sie Chefkuratorin der KW Institute for Contemporary Art. Sie konzipierte die Institution als Ort der Produktion, Zusammenarbeit und Begegnung mit und durch die Bildende Kunst und etablierte zahlreiche Kooperationen auf lokaler und internationaler Ebene. 
Blumenstein arbeitete bereits von 1998 bis 2005 für die KW, wo sie unter anderem die Ausstellung Zur Vorstellung des Terrors: Die RAF-Ausstellung (mit Klaus Biesenbach und Felix Ensslin, 2005) kuratierte. 
Als Expertin für die Rahmenbedingungen und das Potenzial von Kulturproduktion in der heutigen Zeit berät sie regelmäßig Stiftungen, politische Institutionen und unterrichtet an Kunsthochschulen in der Schweiz, den Niederlanden und in Deutschland. Sie setzt sich für die Verbesserung der Ausbildung junger Künstler und Kuratoren ein, ist Mitglied zahlreicher Jurys und hält international Vorträge. 
Blumenstein war Mitglied des Kuratorinnen-Kollektivs THE OFFICE und ist Gründerin des Salon Populaire, einem Veranstaltungsort an der Grenze zwischen künstlerischer Produktion und institutioneller Repräsentation (Berlin, 2010–12). Mit Florian Wüst gründete sie die kulturpolitische Initiative Haben und Brauchen.
Seit 2017 zeichnet sie als Kuratorin für die künstlerische Begleitung der Stadtentwicklung in Hamburgs HafenCity verantwortlich.

## Ausstellungen (Auswahl)

### 2004–08
- Zur Vorstellung des Terrors: Die RAF-Ausstellung (mit Klaus Biesenbach, Felix Ensslin), KW, Berlin und Neue Galerie am Landesmuseum Joanneum, Graz, 2005.
- Zwischen Zwei Toden (mit Felix Ensslin), ZKM, Karlsruhe, 2007.
- Agulhas Negras: A summer Academy on the Social Function of Art, CCSP, São Paulo, Campo do Jorado, Brazil, (mit Carla Zaccagnini), 2008.

### 2009–11
- The Human Stain, CGAC, Santiago de Compostela, 2009.
- The Berlin Wall – Reflecting History, Museu do Chiado, Lissabon, 2009.
- Ólafur Ólafsson/Libia Castro: Under Deconstruction, Icelandic Pavilion, Venedig Biennale / National Gallery, Reykjavík, 2011.

### 2013
- Relaunch, KW, Berlin.
- Kader Attia. Reparatur. 5 Akte, KW, Berlin.
- The Living Archive, mit Arsenal – Institut für Film und Videokunst, Berlin.
- Painting Forever: Keilrahmen, KW, Neue Nationalgalerie, Berlinische Galerie, Deutsche Bank KunstHalle, Berlin.

### 2014
- Echte Gefühle. Denken im Film (mit Franz Rodenkirchen, Daniel Tyradellis), KW, Berlin.
- Lizzy Fitch/Ryan Trecartin: Site Visit (mit Klaus Biesenbach), KW, Berlin.
- Kate Cooper: Rigged, Kunstpreis der Schering Stiftung, KW, Berlin.

### 2015
- Michael Müller: Wer Spricht?, KW, Berlin.
- João Gusmao/Pedro Paiva: Papagaio, KW, with Hangar Bicocca, Mailand, Camden Artcenter, London.
- Welcome to the Jungle, KW, Neue Nationalgalerie, Berlinische Galerie, Deutsche Bank KunstHalle, Berlin.
- Fire and Forget. On Violence (mit Daniel Tyradellis), KW, Berlin.
- Channa Horwitz: Counting in Eight, Moving by Color, KW, Berlin.
- Elín Hansdóttir: Suspension of Disbelief, KW, Berlin.
- Renzo Martens: The Matter of Critique, KW, Berlin.

### 2016
- Unter Waffen. Fire and Forget 2 (mit Daniel Tyradellis, Matthias Wagner K), Museum Angewandte Kunst, Frankfurt am Main.[3]
- Secret Surface (in Zusammenarbeit mit Catherine Wood, Tate Modern, London), KW, Berlin.[4]
- Channa Horwitz, Raven Row, London.[5]

## Publikationen (Auswahl)
- Zwischen Zwei Toden (Kat., Hg., mit Felix Ensslin), Hatje Cantz Verlag, Ostfildern-Ruit, 2007
- Männerfantasien (Kat., Hg.), argobooks, Berlin, 2008
- The Human Stain (Kat., Hg.), CGAC, Santiago de Compostela, 2009
- Perform a Lecture! (Hg.), argobooks, Berlin, 2011
- Under Deconstruction. Libia Castro/Ólafur Ólafsson (Hg.), Sternberg Press, Berlin, 2011
- Kader Attia: Transformations (Kat., Hg.), Spector Books, Leipzig, 2014
- KW Pocket 1–4 (Hg.), Spector Books, Leipzig, 2013-5
- Lizzie Fitch, Ryan Trecartin: Site Visit (Kat., Hg.), Koenig Books, London, 2015
- StadtBild—Ein Reader (Co-Hg.), Verbrecher Verlag, Berlin, 2015
- Friendly Fire and Forget (Hg., mit Daniel Tyradellis), Matthes & Seitz Berlin, 2015
- Kate Cooper: Rigged (Kat., Hg.), Sternberg Press, Berlin, 2016
- Michael Müller: Wer Spricht? (Kat., Hg.), Hatje Cantz Verlag, Ostfildern-Ruit, 2016